# Bordtoilette

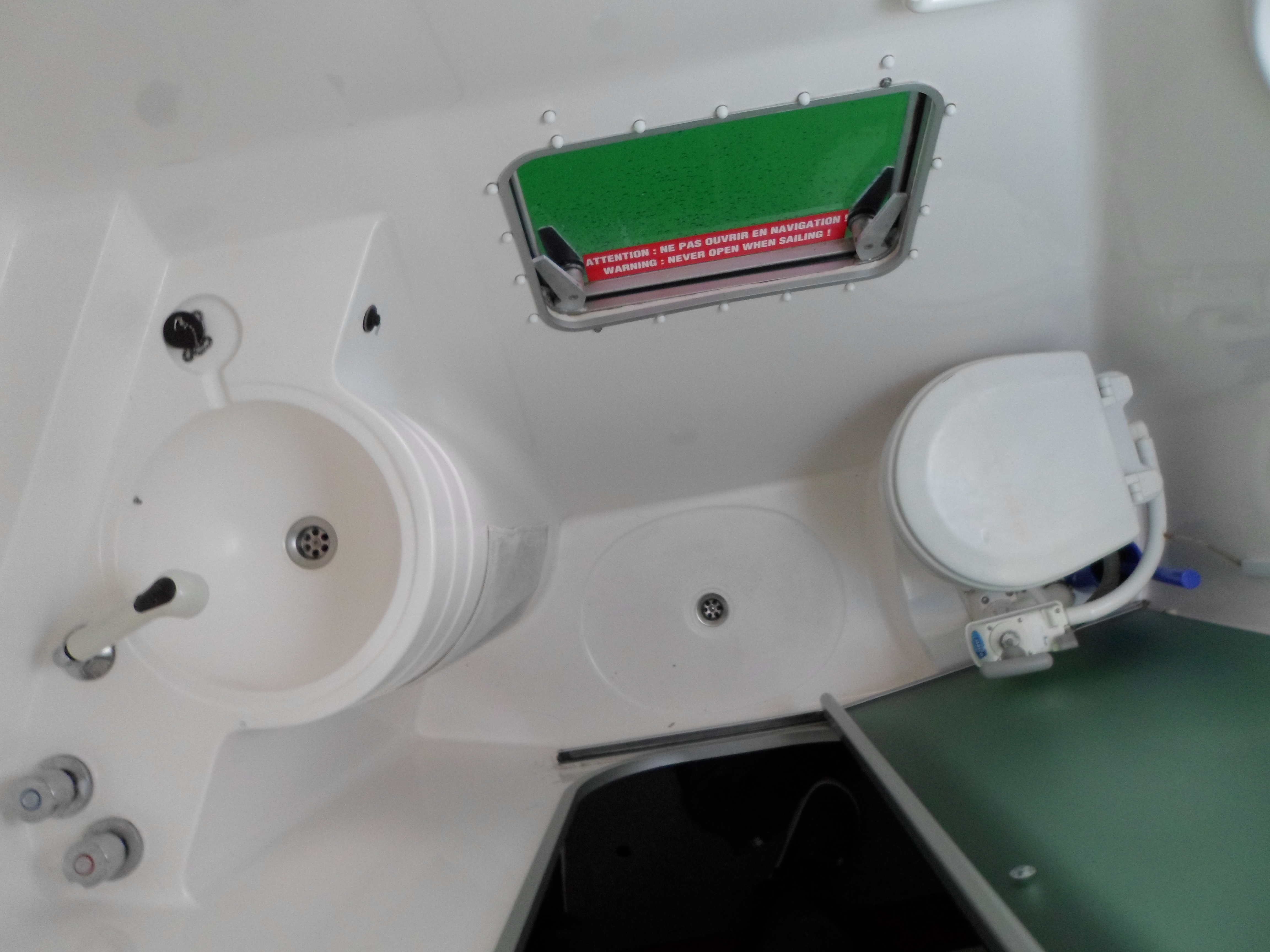
Manuell zu bedienende Toilette an Bord einer Segelyacht

Als Bordtoilette bezeichnet man eine Toilette an Bord von Fahrzeugen (Flugzeuge, Schiffe, Straßenfahrzeuge wie Wohnmobile und Wohnwagen, Reisebusse oder Schienenfahrzeuge). Anfänglich wurden offene Systeme (z. B. Fallrohrsystem, Marine-WC) eingesetzt, die die Fäkalien in die Umwelt ableiten. Mit zunehmendem Umweltbewusstsein werden mittlerweile nahezu ausschließlich geschlossene Systeme eingesetzt, die eine zielgerichtete Entsorgung der Fäkalien ermöglichen. Neben Festtanksystemen werden auch Wechseltank- oder Kassettentoiletten eingesetzt. Dabei sind unterschiedliche Arten der Fäkalienaufbereitung (Hacker, Spülsysteme, Chemikalienzusätze) vorhanden, um die Lagerung im Fahrzeug zu erleichtern. Trotz der in allen Anwendungsfällen gegebenen Verfügbarkeit von umweltneutralen Systemen werden jedoch teilweise noch immer umweltbelastende Systeme (Chemietoilette) eingesetzt. Zukünftige Entwicklungen gehen sogar noch über die Umwelt-Neutralität hinaus: Durch bordeigene (Vor-)Klärung kann sogar eine Entlastung der Umwelt realisiert werden.

## Flugzeug
In Flugzeugen (und anderen Luftfahrzeugen, wie Luftschiffen) werden geschlossene Systeme eingesetzt, die auf möglichst geringes Lagervolumen und Gewicht optimiert sind, jedoch für die Flugdauer ausreichende Kapazitäten bereitstellen. Verkehrsflugzeuge haben Bordtoiletten als abgeschlossenen Raum (Kabine). Bei Flugzeugen wird unter Bordtoilette der gesamte für das jeweilige Flugzeug gebaute Toilettenraum verstanden. In Kampfjets mit einer großen Reichweite und somit langer Flugzeit sind ebenfalls Toiletten verbaut, die jedoch keine Kabinenform haben.

### Vakuumtoilette
Die Toilette in Flugzeugen funktioniert mittels Wasser und Unterdruck. Das Wasser wird genutzt, um anhaftende Stoffe von der mit Teflon beschichteten Toilettenschüssel zu lösen und den Transport in den zentralen Sammeltank sicherzustellen. Der Unterdruck zum Transport wird am Boden und in geringer Höhe durch ein Gebläse hergestellt, in größerer Höhe ist der Differenzdruck der Druckkabine ausreichend. Hierdurch wird eine minimale Lagermenge in einem auch größeren, weiter entfernt von der Toilettenschüssel angeordneten Tank erreicht. Dieser wird am Zielort geleert und der Inhalt der dortigen Entsorgung zugeführt. Durch Chemie-Zusätze wird ein Anhaften des Lagergutes im Tank verhindert und eine restlose Tankentleerung ermöglicht.

### Toilettenkabine
Aufgrund der unterschiedlichen Rumpfquerschnitte sind die Toilettenkabinen baulich unterschiedlich zueinander. Allen gemein ist allerdings, dass sie selten behindertengerecht konstruiert sind. Heutige Bordtoiletten zeigen per rotem oder grünem Licht Passagieren an, ob sie frei oder besetzt sind. Dieses Licht ist so angebracht, dass die Passagiere dies von ihren Sitzen aus sehen können. In Bordtoiletten stehen meist Waschbecken, Spiegel und Papierhandtücher bereit.

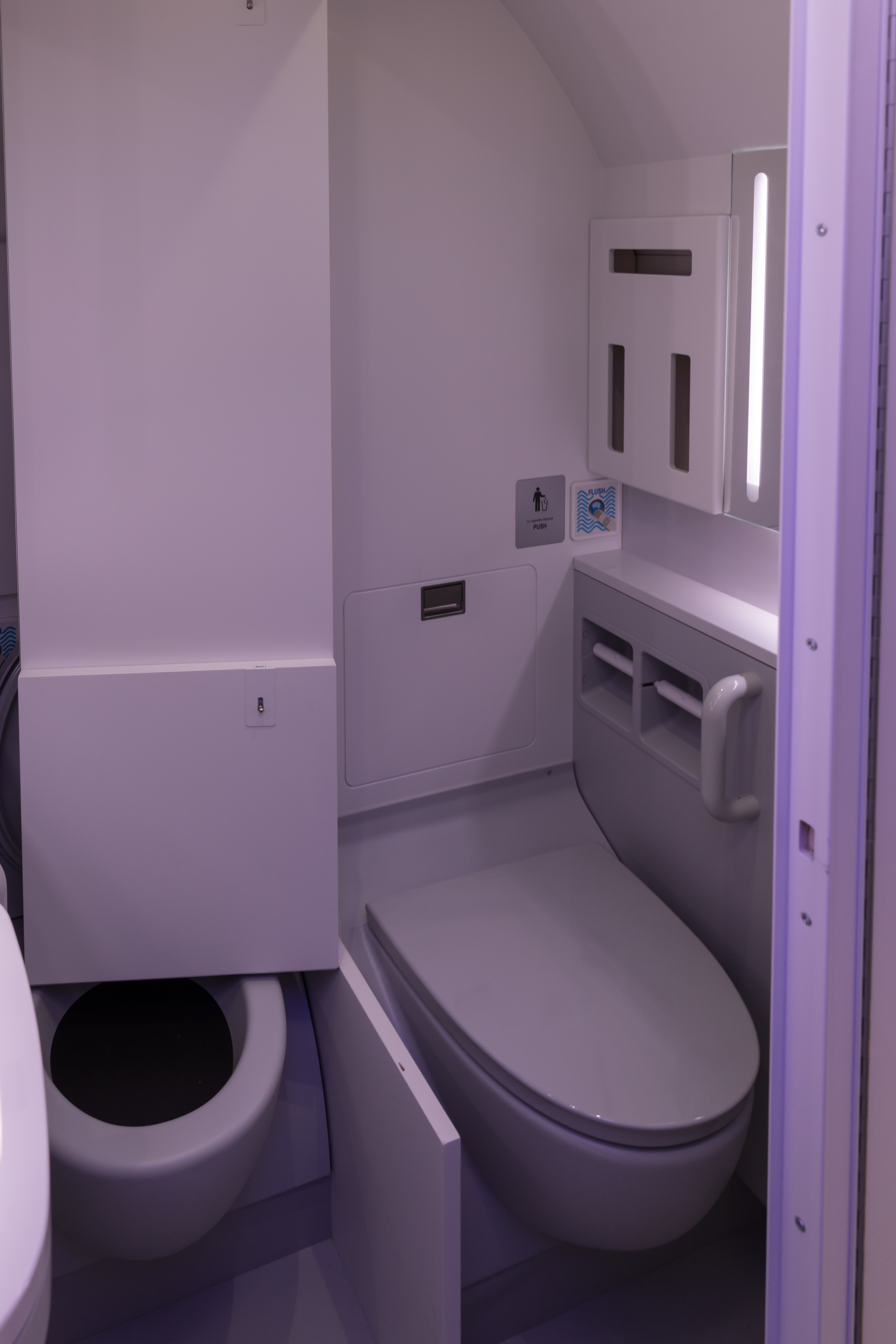
Rollstuhlgerechte Bordtoilette durch Kombination zweier Kabinen

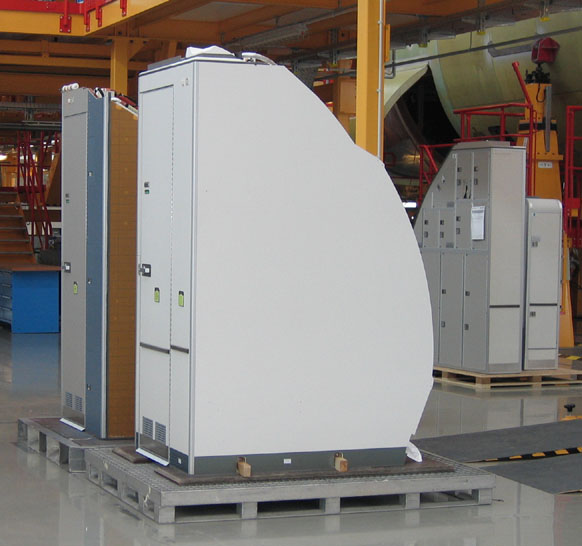
Nicht eingebaute Bordtoilette eines kleinen Airbus

### Umweltaspekte der Flugzeugtoilette
Die verwendete Festtanklagerung der Fäkalien zusammen mit relativ wenig Spülwasser erfordert die Zugabe von geringen Mengen fäulnisreduzierender Chemikalien (meist blau gefärbt). Bei einem technischen Defekt kann es während des Fluges zu unkontrolliertem Austritt kommen. Es entsteht das sogenannte „Blaue Eis“ an der Flugzeugaußenseite. Im Landeanflug kommt das Flugzeug in wärmere Luftschichten, wodurch der Eisblock antauen kann und dadurch abfällt. Das geschieht in der Regel in der Nähe größerer Flughäfen und kann durch das Niederstürzen Schaden anrichten. Werden Personen von den mehrere Kilogramm schweren Eisblöcken getroffen, kann es zu Verletzungen kommen, die tödlich enden können.
Einige Flugzeugkabinenausrüster haben damit experimentiert, kleine Kläranlagen zu bauen, die dem Abwasser das Wasser entziehen, und so einen Abwasserkreislauf zu bewerkstelligen. Die Installation eines derartigen Systems wurde jedoch von der Europäischen Agentur für Flugsicherheit nicht bewilligt, weshalb die Airbus A380 von Emirates, die als einzige Linienflugzeuge Duschen an Bord haben, etwa eine halbe Tonne zusätzliches Wasser mitführen müssen.

## Straßenfahrzeug
In Straßenfahrzeugen (Wohnwagen, Wohnmobil, Bus) sind aufgrund häufigerer Leerungsmöglichkeiten der Bordtoilette Festtanksysteme seltener gebräuchlich. Meist werden daher Wechseltanksysteme eingesetzt, die einen individuellen Einbau in individuellen Sanitärräumen ermöglichen.

### Kassettentoilette

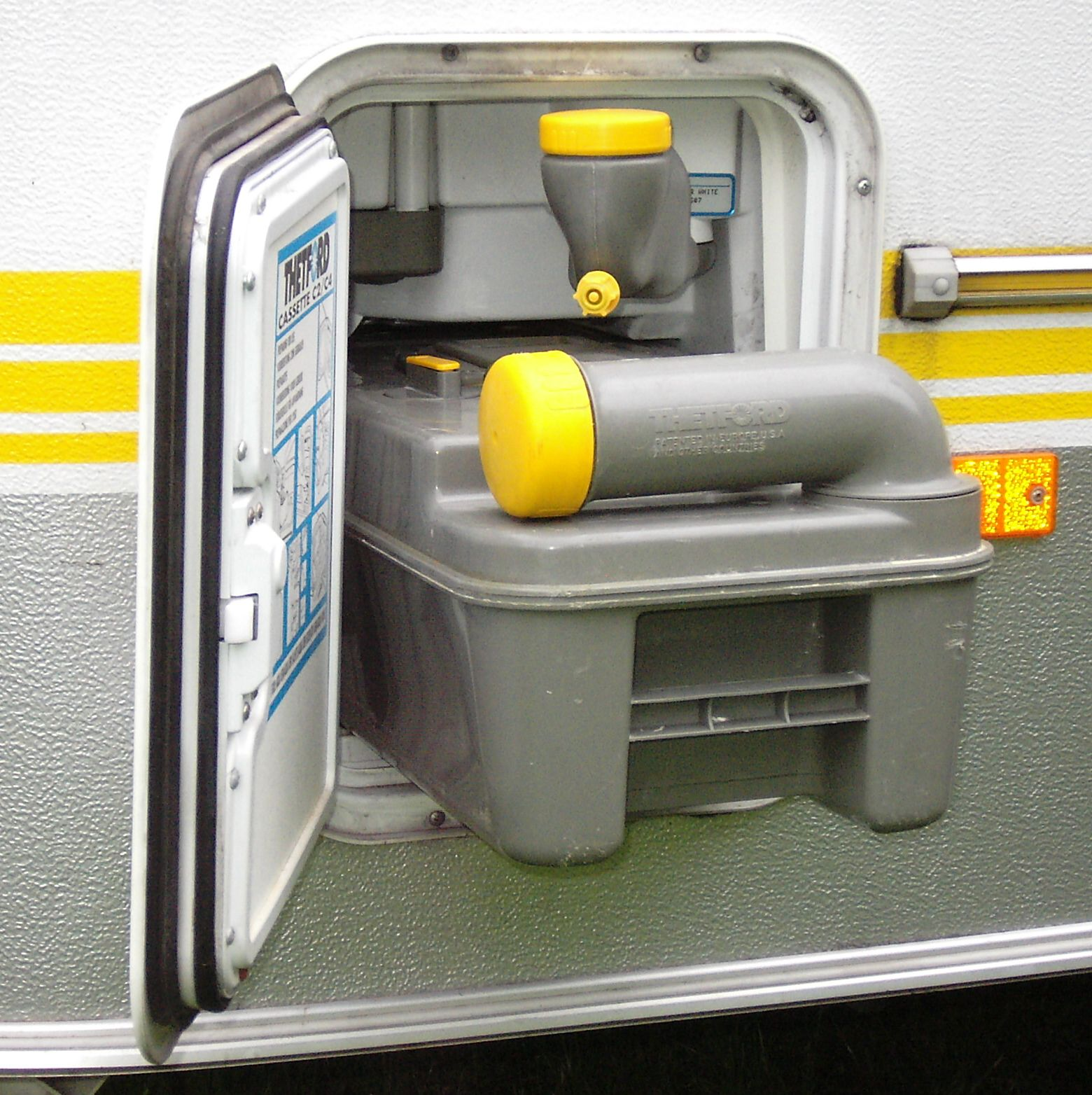
Kassettentoilette von außen (Wohnwagen/Wohnmobil):
Die etwas herausgezogene Fäkalien-Kassette mit schwenkbarem Ausguss, darüber der ausgeschwenkte Füllstutzen des Spülwassertanks.

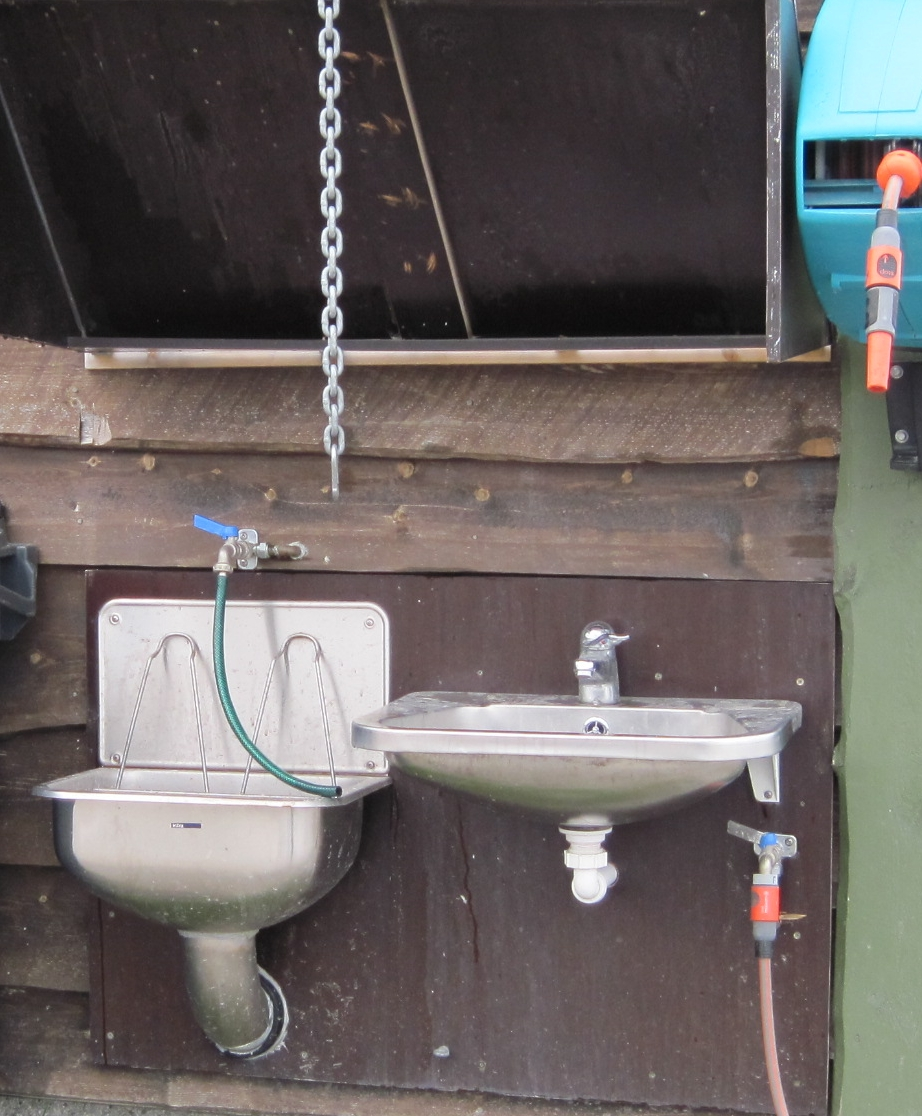
Ausguss für eine geordnete Kassettenentleerung (Norwegen)

Die Kassettentoilette realisiert einen Wechseltank in Form einer entnehmbaren Fäkalienkassette. Hierbei werden die Fäkalien mit einem sehr geringen Umfang an Spülwasser in einer unter der Toilette angeordnete Kassette direkt bei der Nutzung eingelagert. Die Kassette wird dabei nur zum Toilettengebrauch und zur Entleerung über entsprechend angebrachte Mechaniken geöffnet und ist ansonsten dicht verschlossen. Zur Leerung kann die Kassette von außen aus dem Toilettensystem des Fahrzeuges genommen und über die entsprechende Öffnung mit Ausguss entleert werden. Ein Kontakt mit den Fäkalien wird somit auch bei der Entleerung der Kassette vermieden.
Durch die Bauform der Kassette im Sockel der Toilettenschüssel ist die Kassettengröße begrenzt.
Für die sachgerechte Entleerung der Kassetten werden spezielle Ausgüsse für Kassetten angeboten (auf Campingplätzen nahezu immer, auf Stellplätzen für Freizeitfahrzeuge häufig, nicht selten auch bei Tankstellen oder von den Gemeinden zur Verfügung gestellt). Gegen die Entleerung von Kassetten ohne chemische Zusätze in nicht dafür vorgesehene öffentliche Toiletten sprechen wohl keine Umweltbedenken; diese verfügen aber nicht über die aus hygienischen Gründen erforderlichen Zusatzeinrichtungen zur Beseitigung von Verschmutzungen (Verspritzen).
Zur Geruchsvermeidung im Betrieb sind zwei Systeme in Gebrauch:

#### Kassettentoilette mit chemischen Zusätzen (Chemietoilette)
In die leere Kassette wird vor dem Gebrauch eine Chemikalienflüssigkeit gegeben, die den Fäulnisprozess verhindern soll. Die Geruchsbildung bei Kassettenöffnung soll dadurch vermieden werden. Bestimmte Chemikalienzusätze lassen die Fäkalien jedoch zu Sondermüll werden, welche die Funktion von Kläranlagen sehr schwerwiegend beeinträchtigen können (Entsorgung als Sondermüll).
Es setzen sich jedoch immer mehr biologisch abbaubare Zusätze in flüssiger und fester Form durch (teils mit „Blauer Engel“ zertifiziert), welche jedoch ein häufigeres Leeren des Behälters erfordern. Nicht selten werden auch Zusätze nach eigenen Rezepturen (von Essig bis Schmierseife) beigegeben.
Die Chemiezusätze selbst sowie die gegebenenfalls kostenpflichtige Entsorgung (besonders bei Verwendung umweltunverträglicher Produkte) verursachen Betriebskosten.
Den Markt teilen sich Thetford und Dometic.
Eine Sonderbauform der Kassettentoilette ist die tragbare Toilette, die mit einem Spültank im Toilettenschüsseloberteil und einer Fäkalienkassette im Unterteil eine tragbare Einheit darstellt, bekannt unter dem Markennamen Porta Potti. Hersteller sind neben den oben genannten auch Enders Colsman AG, Fiamma SpA und Campingaz.

#### Kassettentoilette mit Entlüftung und Filter
Hier wird durch die Öffnung der Kassette zum Gebrauch der Toilette ein elektrischer Lüfter eingeschaltet, der die in der Kassette vorhandenen Fäulnisgase durch einen Geruchsfilter (Aktivkohlefilter) nach außen ableitet. So wird verhindert, dass Gerüche ins Innere des Fahrzeuges gelangen. Eine Geruchsbelästigung nach außen wird durch den Aktivkohlefilter weitgehend verhindert. Der Geruchsfilter ist nach längerer Nutzungsdauer (in Abhängigkeit von der Nutzungsintensität) auszuwechseln.
Hersteller ist SOG-Systeme.

### Umweltaspekte der Kassettentoilette
Aggressive, stark biozide chemische Zusätze (wie zum Beispiel Bronopol oder Formaldehyd) sind in Verruf gekommen. Ihre Entsorgung ist problematisch, nur eingeschränkt möglich und wird nicht immer sachgerecht durchgeführt. Dies ist besonders gravierend, wenn kleinere biologische Kläranlagen durch chemische Zusätze ihre Funktion einstellen. Dies kann vermieden werden, indem auf überall angebotenen umweltverträglichen Produkte ausgewichen wird.
Zwangsentlüftete Kassettentoiletten sind zurzeit noch relativ selten anzutreffen. Die bessere Umweltverträglichkeit, die einfachere und häufiger gegebene Entsorgungsmöglichkeit einer Zusatz-freien Toilettenkassette sowie der Wegfall der Kosten für chemische Zusätze können die derzeit höheren Beschaffungskosten (Nachrüstung der Zwangsentlüftung) rechtfertigen.

## Schienenfahrzeug

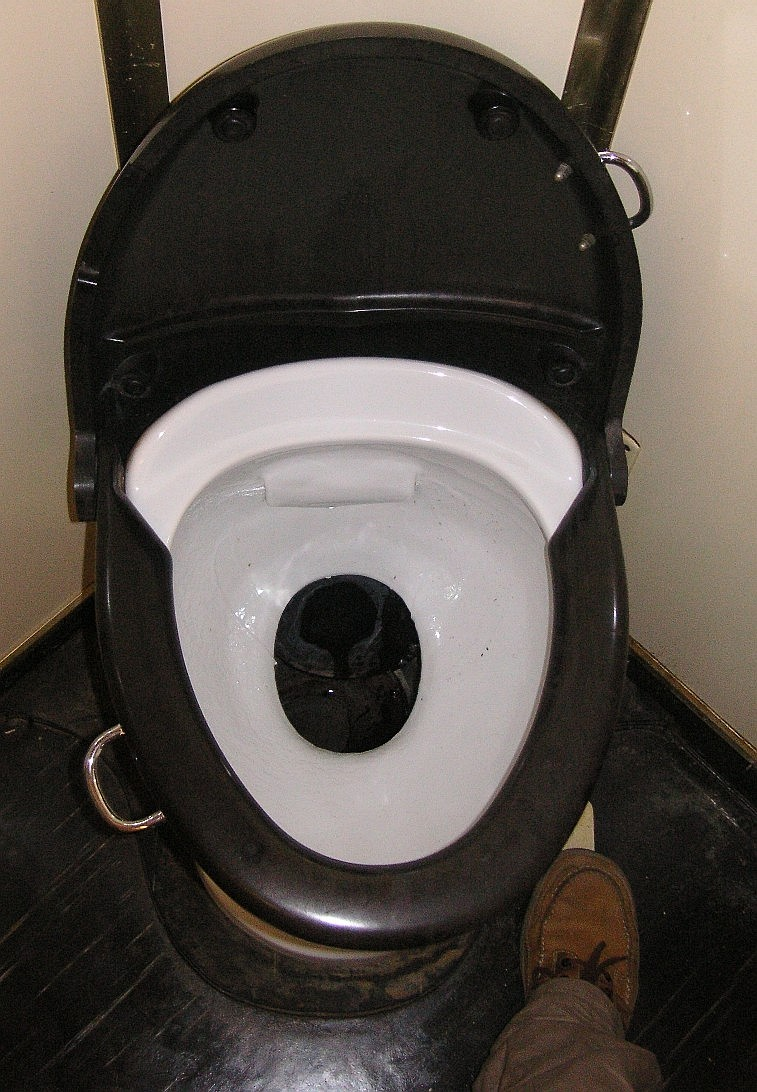
Fallrohrtoilette mit Pedal

In (europäischen) Schienenfahrzeugen wurden über hundert Jahre lang ausschließlich Fallrohrtoiletten eingebaut, die die Fäkalienentsorgung aus dem fahrenden Zug auf die Schienen realisierten, mit teilweise erheblichen Auswirkungen bei an den Schienenweg angrenzenden Grundstücken (z. B. bei der Benutzung während der Überfahrt von Brücken), daher ist auch die Benutzung solcher Toiletten beim Halt des Zuges auf Bahnhöfen verboten. Solche Fahrzeuge sind bisher nicht vollständig aus dem Verkehr gezogen worden. Insbesondere Bahnverwaltungen europäischer Randländer (Großbritannien, Niederlande) benutzen solche Fahrzeuge weiter, aber auch in Deutschland und der Schweiz sind noch Züge mit Fallrohrtoiletten in Betrieb. Neben dem Umweltaspekt sind solche Toiletten auch für Züge mit höherer Geschwindigkeit (200 km/h und mehr) ungeeignet, da deren Wagen druckertüchtigt sein müssen, was ein offenes Fallrohr ausschließt.
Stand der Technik (2025) ist das einfache geschlossene Toilettensystem. Der Unterdruck zum Absaugen und Fördern des Schwarzwassers wird mittels eines ein- oder mehrstufigen Ejektors erzeugt. Grau- und Schwarzwasser werden in einem gemeinsamen Tank gesammelt, der in kurzen Zyklen (in der Regel alle 3 Tage) entleert werden muss. Zur Verringerung der mitzuführenden Frischwassermenge, werden Zugtoiletten teilweise mit einem separaten Grauwassertank für gebrauchtes Wasser aus dem Lavabo ausgestattet, welches anschliessend ein zweites Mal für die WC-Spülung verwendet werden kann. Dieses System bietet als positiven Nebeneffekt, dass die zuvor zum Händewaschen benutzte Seife zusätzlich die WC-Schüssel reinigt und zur Geruchsneutralisierung beiträgt.
Zur Verlängerung der Entleerungszyklen wird bei einigen Zügen ein geschlossenes Toilettensystem mit einem nachfolgenden Wasserabscheider eingebaut. So können die Entleerungszyklen auf bis zu 3 Monate verlängert werden, da im Fäkalientank lediglich Feststoffe gelagert werden. Zur Entleerung muss der Fäkalientank in einer Wartungs- bzw. Unterhaltsanlage speziell ausgespült werden. Die Handhabung im täglichen Betrieb beinhaltet dafür nur das regelmässige Nachfüllen des Frischwassertanks, analog zu den ursprünglichen Systemen mit Fallrohr, wodurch keine Anpassungen an der Bahnhofsinfrastruktur und den Betriebsabläufen nötig sind. Bisweilen sind diese Systeme jedoch, aufgrund von Unausgereiftheiten gweisser Bauarten wartungsanfälliger.

## Schiff

### Gewässerschutz
Im internationalen Übereinkommen zur Verhütung der Meeresverschmutzung durch Schiffe (MARPOL) wird in Anlage IV die Einleitung von Schiffsabwasser geregelt. Demnach ist die Einleitung von Schiffsabwasser grundsätzlich verboten. Ausnahmen gelten, wenn das Schiff über eine eigene Kläranlage verfügt, oder bei einem Mindestabstand von 12 Seemeilen zur nächstgelegenen Küste. Abwasser und Fäkalien müssen in einem Schmutzwassertank bzw. Fäkalientank gesammelt und dürfen erst auf Hoher See entsorgt werden.
Auf Binnengewässern ist die Schmutzwassereinleitung grundsätzlich verboten.
Zunehmend werden Meere unter Naturschutz gestellt und die Einleitung von Schmutzwasser grundsätzlich verboten, so am 12. April 2008 in der Ostsee.
Abwasser und Fäkalien müssen in einem Schmutzwassertank bzw. Fäkalientank gesammelt werden. Sie dürfen nur im Hafen über eine spezielle Fäkalienabsauganlage entsorgt werden. Solche Anlagen sind in der Ostsee an der deutschen Küste in jedem Hafen und den meisten Marinas zu finden.
Gemäß § 6b Abs. 3 der Schiffssicherheitsverordnung gilt die Regel nicht für Schiffe,
1. die vor dem 1. Januar 1980 gebaut worden sind,
2. die vor dem 1. Januar 2003 gebaut worden sind und
a) eine Rumpflänge von weniger als 11,50 m oder eine Breite von weniger als 3,80 m aufweisen
oder
b) denen das Bundesamt für Seeschifffahrt und Hydrographie eine Bescheinigung über die Befreiung von der Ausrüstungspflicht erteilt hat
oder
c) die eine Hackmaschine in der Toilette haben, welche die Ausscheidungen zerkleinert.

### Marine-WC

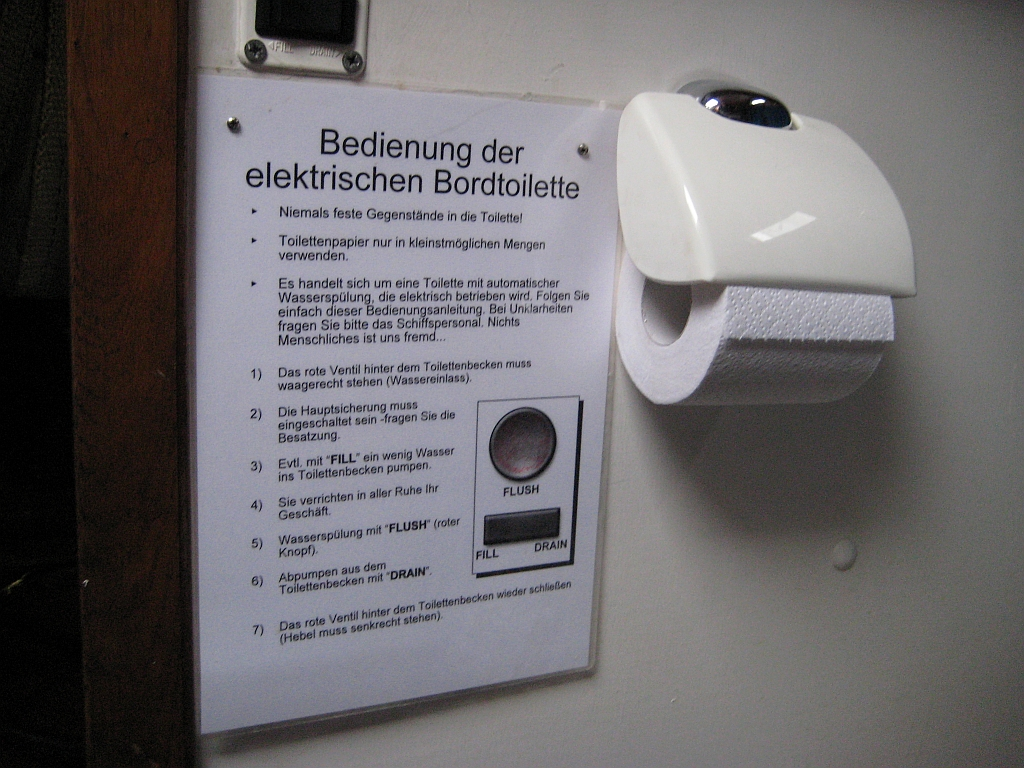
Bedienungsanleitung

Seit Jahrzehnten wird das sogenannte Marine-WC verwendet, eine Toilette mit Handpumpe, die über eine Ansaugleitung Meerwasser als Spülwasser fördert und dieses zusammen mit den Fäkalien direkt ins Meer pumpt. Über ein Ventil wird umgeschaltet zwischen „Spülen und Abpumpen“ (um die Fäkalien kontinuierlich abzupumpen) und „Nur-Abpumpen“ (um das Becken gänzlich zu leeren und den Spülwasserzufluss zu schließen). Problematisch sind größere Mengen Toilettenpapier oder Tampons und Damenbinden, sie führen schnell zu einer Verstopfung. Aus Sicherheitsgründen ist sowohl die Zuleitung für Meerwasser als auch die dickere Abwasserleitung direkt an der Bordwand mit je einem Seeventil versehen. Diese Ventile werden bei Fahrt und bei Verlassen des Schiffes im Hafen geschlossen, um bei einem möglichen Schlauchbruch den Wassereintritt und damit das Sinken des Schiffes zu verhindern.

### Fäkalientank

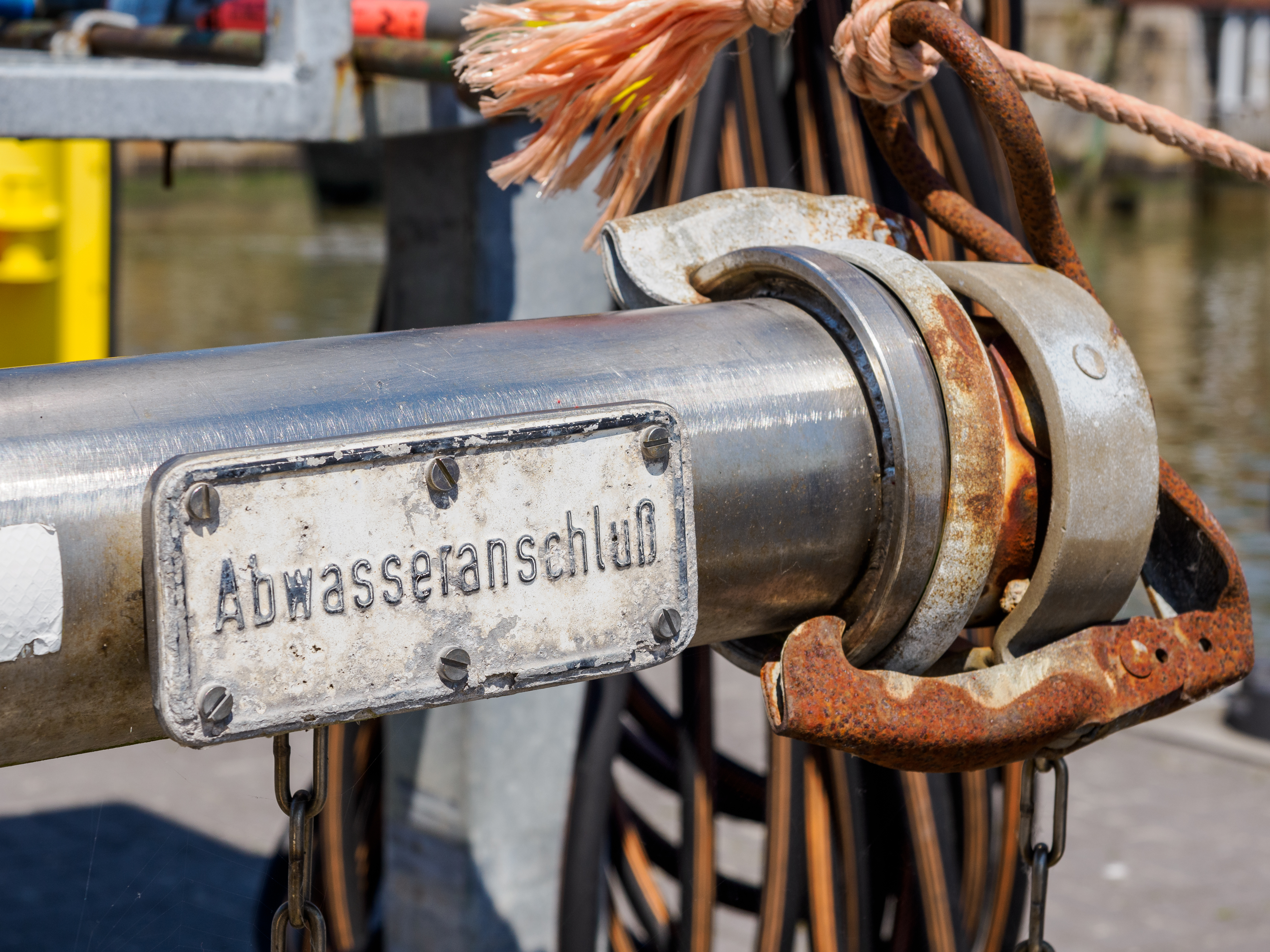
Abwasseranschluss für Fahrgast-/Fährschiffe in Wilhelmshaven.

Moderne Schiffe sind mit einem zusätzlichen Fäkalientank (Schmutzwassertank) ausgerüstet, in dem Abwasser und Fäkalien gesammelt werden. Zwischen der Bordtoilette und dem Fäkalientank ist ein Umschaltventil eingebaut, über das gewählt werden kann, ob das Abwasser in den Fäkalientank oder ins Meer gepumpt wird. Ein Kohlefilter zwischen Fäkalientank und der außenbords befindlichen Entlüftung verhindert unangenehme Gerüche.
Auf Binnengewässern müssen Sportboote mit Toilette mit einem Fäkalientank und einem geschlossenen Abwassersystem ausgerüstet sein. Ein Umrüstungszwang für alte Sportboote besteht derzeit nur auf Binnengewässern.
Die Fäkalien werden über eine Fäkalienabsauganlage im Hafen abgepumpt und in das öffentliche Kanalisationssystem eingeleitet.
Problematisch ist der begrenzte Raum in einem Schiffsrumpf, der oft keinen Platz für den zusätzlichen Tank-Einbau vorsieht. Deshalb wird der Tank möglichst klein dimensioniert beziehungsweise die Spülwassermenge möglichst reduziert. Eine Vakuumtoilette, wie sie auch in Flugzeugen verwendet wird, reduziert den Wasserbedarf drastisch, benötigt aber einen elektrischen Antrieb, der wiederum die auf Segelschiffen begrenzte elektrische Energie verbraucht.

### Kläranlage auf größeren Schiffen
Auf größeren Schiffen ist – neben den o. g. Systemen – vielfach auch eine eigene Kläranlage vorhanden, die die Fäkalien aus dem Tank klärt und das aufbereitete Wasser nach dem Klärungsprozess ins Meer leitet. Hier besteht keine Umweltschädigung.

## Raumschiffe
In Raumschiffen muss zum einen sehr sorgfältig mit dem vorhandenen Wasser umgegangen werden und zum anderen muss die Toilette auch bei Schwerelosigkeit funktionieren.